# Brough Superior

Brough Superior (Бро Суперіор) — з 1919 року англійський виробник мотоциклів та автомобілів. Штаб-квартира розташована в місті Ноттінгем. У 1939 році компанія припинила виробництво автомобілів.

## Джордж Бро
Вільям Едвард Бро працював механіком у фірмі Babington Colliery Company, в 1889 році він пішов з неї і відкрив свою маленьку майстерню. У 1898 році він побудував свій перший автомобіль, на який Вільям Бро встановив двигун фірми «Де Діон», потужністю 2.5 к.с., незабаром слідом за «войтюреткою» послідував трицикл. У 1902 році він побудував свій перший мотоцикл, через якийсь час він став будувати штучні дослідні зразки, на яких його сини Вільям Едвард Молодший і Джордж стали брати участь у змаганнях. У 1906 році старший брат — Вільям, якому був 21 рік, виграв золоту медаль на багатоденних перегонах, а ось молодший, якому було всього 16, прийшов до фінішу через 3 дні після останнього з тих, що фінішували.

## Компанія Brough. Виробництво мотоциклів
У 1908 році Вільям Старший і Джордж вирішили заснувати фірму, щоб випускати мотоцикли серійно, до цього часу Вільям Молодший покинув сім'ю і пішов у кораблебудівний бізнес. Фірму назвали на честь свого прізвища — Brough. Перші мотоцикли були одноциліндровими, потужністю в 3.5 к.с., проте незабаром модельний ряд розбавили моделі з моторною формулою V2, потужністю в 2,5 і 5 к.с..
У 1910 році Джордж взяв участь у марафоні Лондон-Единбург (столиці Англії і Шотландії), у якому приходить до фінішу першим, на наступний рік він знову приходить першим, і нарешті в 1912 році втретє стає володарем кубка, при цьому сидячи за кермом мотоциклів своєї марки.

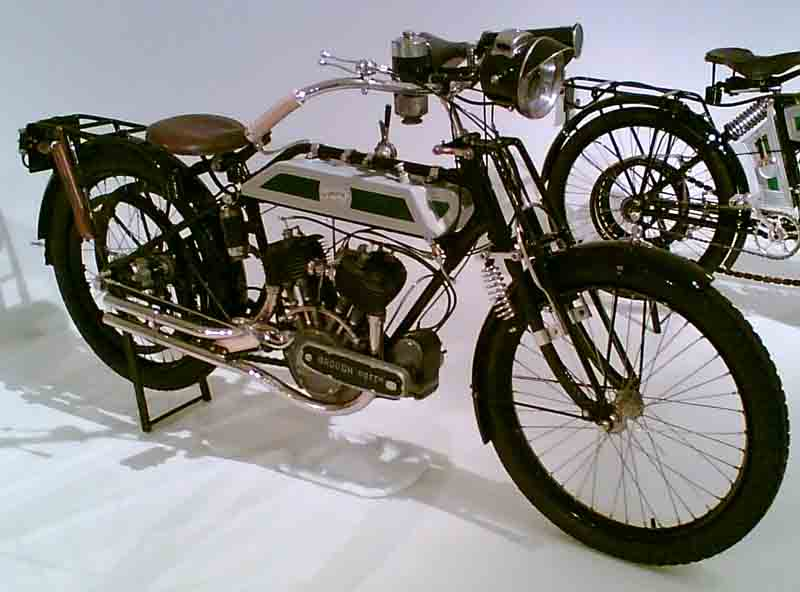
Brough 5HP 1913 року

У тому ж році в модельний ряд додалася гоночна 6-сильна модель, одноциліндрова 3.5-сильна модель отримала 2-ступінчасту коробку передач. Також з'явився монокар з 8-сильним мотором, а на базі 3.5-сильного мотоцикла стали випускати дамський варіант.
У 1913 році Джордж знову взяв участь у змаганнях, але в вищому класі, цього разу на експериментальному мотоциклі, як мотор використовувався агрегат з рядним розташуванням 2-х циліндрів, але оскільки свій мотор ще не був завершений, то на раму встановили двигун фірми ABCC, який вийшов з ладу на самому початку перегонів, так що цього разу удача відвернулася від Джорджа Бро. Пізніше мотоцикл був завершений, він отримав рядний 2-циліндровий мотор, об'ємом 500 кубів і потужністю 3.5 к.с., клапани і розподільчий вал мали верхнє розташування. Цікаво, що привід від колінчастого валу до коробки був ланцюговим, а от вже далі передача від 2-швидкісної коробки до заднього колеса передавалася за допомогою ременя. Так на цей мотоцикл встановили вилку, що пом'якшує удари, фірми A. Drew and Co, яка називалася Druid.
У 1915 році в серії залишився тільки варіант з рядним 2-циліндровим мотором, причому, всього в 2-х варіантах: перший — серійний з 3-ступінчастою коробкою, і другий варіант — чисто для спортивних змагань. З початком війни потужності фабрики були задіяні для виготовлення запчастин до авіаційних моторів фірми Rolls-Royce і виробництва снарядів.
Але, тим не менш, в 1916 році в модельний ряд мотоциклів додали ще одну модель, також з рядним 2-циліндровим мотором, об'ємом 800 кубів і потужністю 5 к.с..
Після війни Джордж став наполягати на тому, щоб виготовляти потужні, швидкісні мотоцикли на замовлення, оскільки, не дивлячись на те, що післявоєнні роки були важкі, все одно були забезпечені люди, які хотіли чогось ексклюзивного, проте батько був проти цієї ідеї. Тоді Джордж продає батькові свою частку бізнесу і залишає його, на виручені гроші він купує ділянку землі в Гайдон Парку, що в Ноттінгемі.

## Заснування компанії Brough Superior
Поки будувалося приміщення, він почав збирати перші свої мотоцикли в сімейному будинку, вірніше, в гаражі батька, допомагав йому молодий Айк Уебб, що щойно повернувся з війни. Якось сидячи в пабі члени сім'ї та друзі обговорювали, як назвати фірму Джорджа, хтось запропонував назвати Brough Superior (Бро Чудовий), всім сподобалася ідея, крім батька, який запитав: «А моя фірма виходить Бро Поганий?».

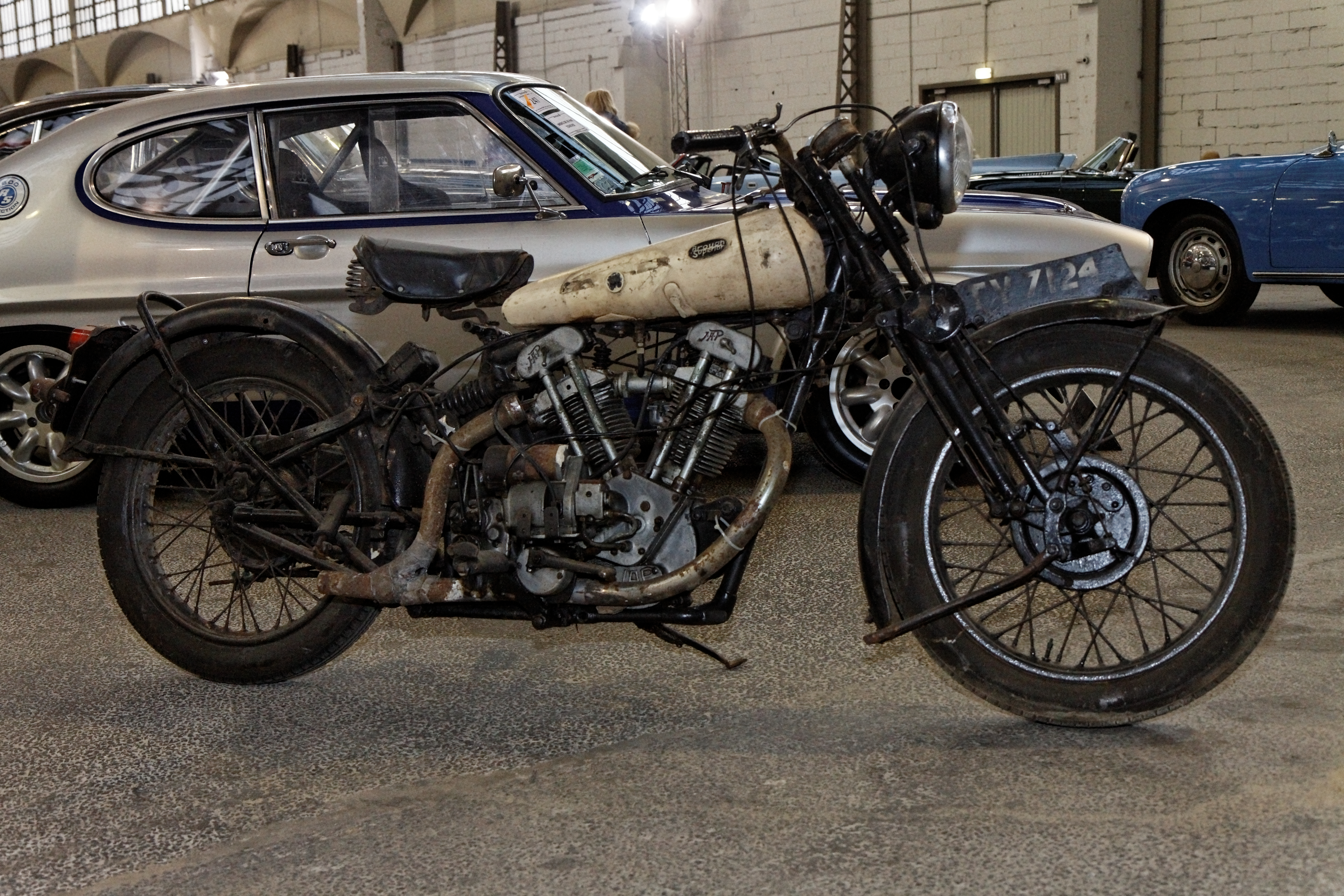
Brough Superior Mk1

У грудні 1920 року з'явилася перша реклама, текст якої придумав Бро. Перший мотоцикл мав з власного виробництва тільки раму, решта все було покупним: 1 л мотор з V2 був поставлений фірмою JAP (до речі, засновник фірми JAP — Джон Альфред Прествіч — стоїть біля витоків кінематографа, тому що він конструював апаратуру для запису фільмів і їх показу), триступінчаста коробка передач — від Sturmey-Archer, карбюратор — від Amac, магнето — від ML, передня посилена вилка — від Montgomery. Однак все інше було виготовлено самостійно.
Ціна мотоцикла дорівнювала 150 фунтам, що було більше річного заробітку простого робітника.
Незабаром модельний ряд розширився моделями з моторами швейцарської фірми MAG, об'ємом 733 кубика і 993 куба, також можна було замовити мотоцикл з 1 л мотором шотландської компанії Barr and Stroud, особливістю якого була безклапанна система, за подобою моторів Найта.

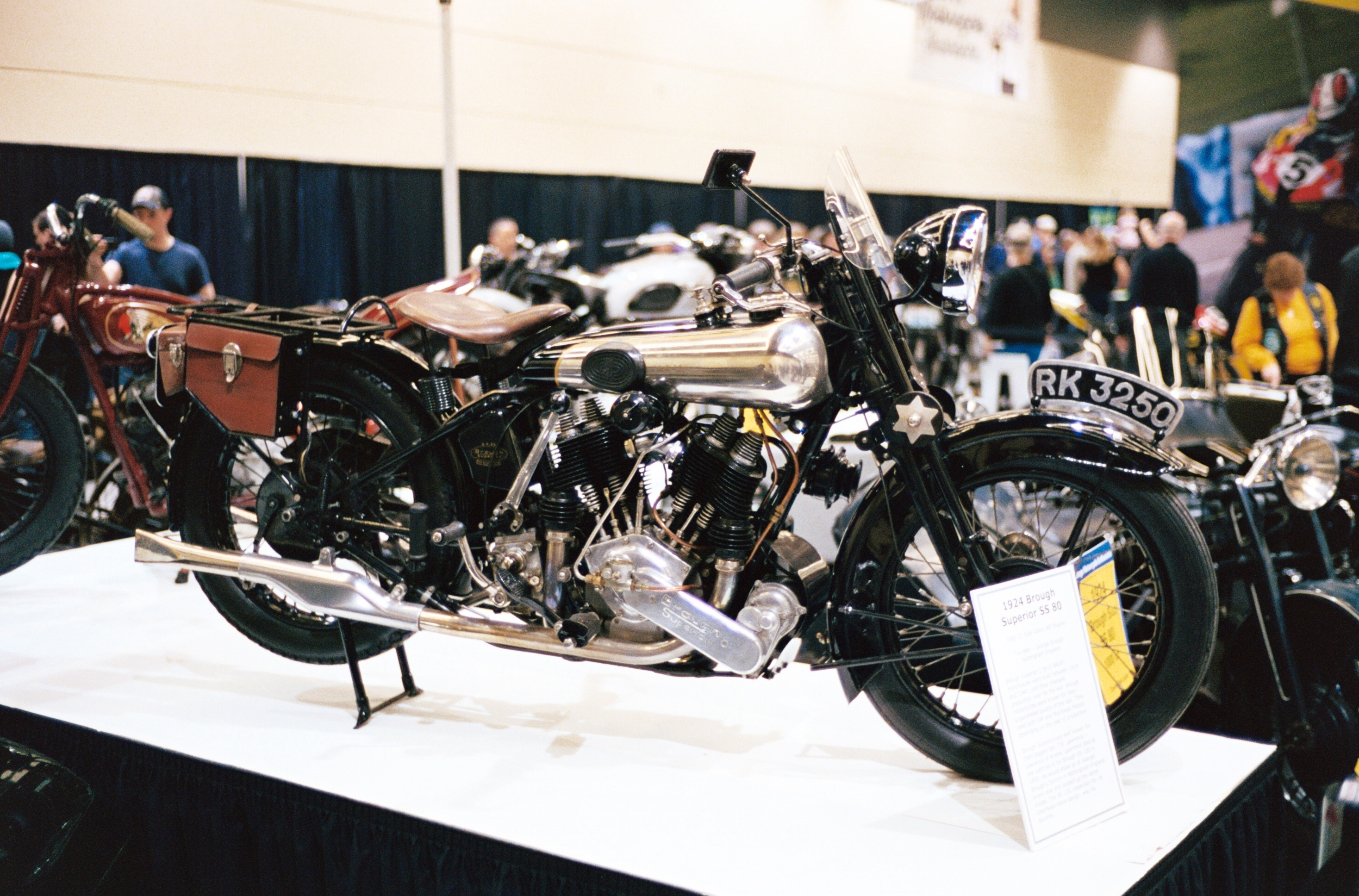
Brough Superior SS80

У 1922 році будується модель SS80 (Super Sports) з 1 л мотором фірми JAP, клапани якого були розташовані з боків, на трасі Бруклендс цей мотоцикл під керуванням Бро встановив рекорд в 161 км/год для мотоциклів з моторами, у яких бічне розташування клапанів. Машина мала хромований бак, що стало згодом візитною карткою мотоциклів цієї марки.

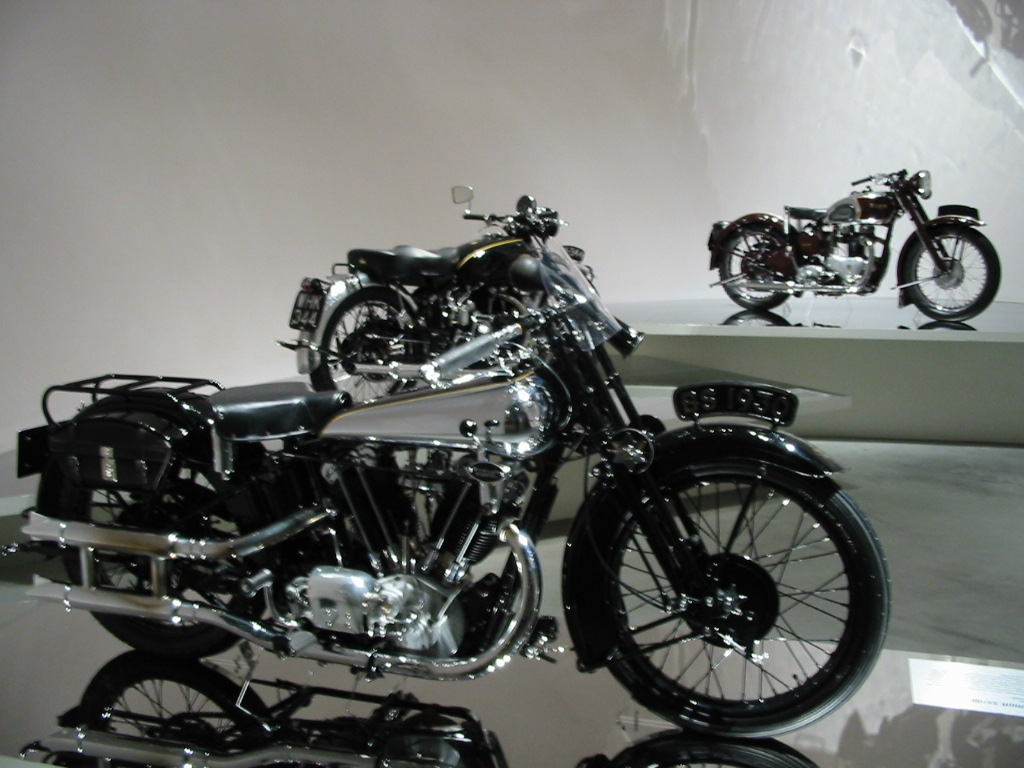
Brough Superior SS100

У 1924 році з'являється ще більш потужна 45-сильна версія — SS100. Якщо серійний SS80 розвивав 130 км/год, то SS100 — гарантовано 160 км/год. Кожен мотоцикл Джордж Бро випробовував особисто, і клієнт отримував мотоцикл на руки з гарантійним листом з підписом Бро, у якому він гарантував максимальну швидкість, зазначену в рекламі. В цей же час журналіст мотоциклетного журналу The Motor Cycle — Тіг — порівняв в своєму нарисі мотоцикли «Бро» з «Роллс Ройсом». Заповзятливий Бро відразу став використовувати це порівняння в свій рекламі, ніж спочатку викликав невдоволення компанії Rolls-Royce, однак після того, як люди з «Роллса» відвідали фабрику Бро, і побачили, що кожна деталь в ручну випробовується і проходить огляд перед тим, як бути встановленою на мотоцикл, вони офіційно дозволили таке порівняння.

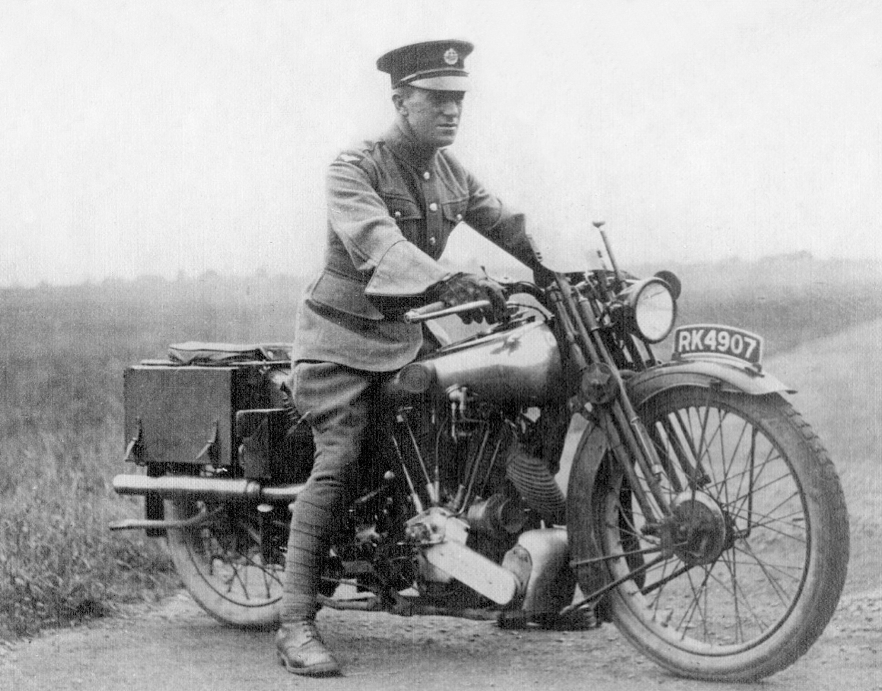
Лоуренс Аравійський зі своїм Brough Superior SS80

До цього часу деякі мотоцикли, які робилися тільки на замовлення, коштували вже до 300 фунтів, що робило ціну рівнозначною ціні середнього будинку, власниками таких машин були не прості люди з пролетаріату. Найвірнішим шанувальником мотоциклів цієї марки був Томас Едвард Лоуренс більш відомий як Лоуренс Аравійський. Ця легендарна людина купила свій перший Brough в 1923 році, і, до речі, на момент своєї загибелі будувався його восьмий мотоцикл, а загинув він, розбившись на своєму George VII, коли намагався уникнути наїзду на дітей. Лоуренс давав усім своїм мотоциклам ім'я Джордж.
Крім відомого шпигуна мотоцикли цієї марки були і у Бернарда Шоу, який до того ж був другом Лоуренса. У 1929 році SS100 купив один із співвласників фірми SS (Swallow Sidecar Company) — Вільям Лайонс, який через 7 років створить машину, яку назве на честь цього мотоцикла — SS100 «Jaguar».
У 1928 році Джордж Бро, трохи повороживши над SS100, ставить рекорд швидкості для двоколісних мотоциклів в майже 200 км/год, поліпшити рекорд не дав розвалений поршень, проте через рік конструктор фірми JAP Ле Вак б'є рекорд Бро на цьому ж мотоциклі, розвинувши 210 км/год. Мотоцикли цієї марки беззастережно переходять в клас супербайків того часу.

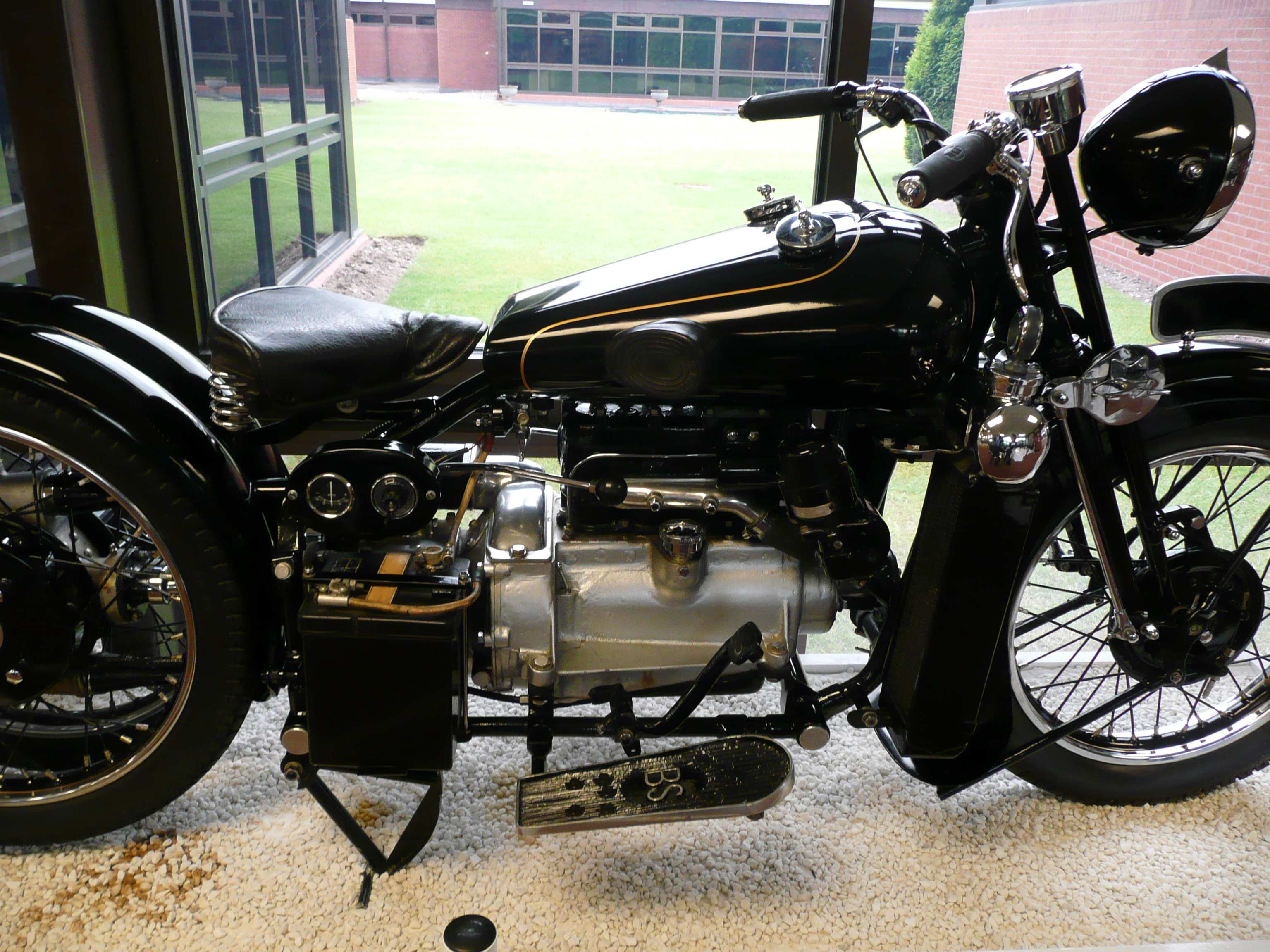
Brough Superior Austin Four

У 1932 році з'являється 4-циліндрова модель Austin Four. Цей мотоцикл був оснащений 4-циліндровим мотором з автомобіля Austin Seven. Сер Герберт Остін на прохання Джорджа Бро розточив 750-кубовий мотор до 800 кубів, при цьому потужність двигуна зросла з 24 до 33 к.с.. Від «Остіна» дісталася і 3-ступінчаста коробка передач разом зі зчепленням, крім іншого мотоцикл мав і задній хід, привід до задніх коліс був карданним. У цього мотоцикла були спарені задні колеса.

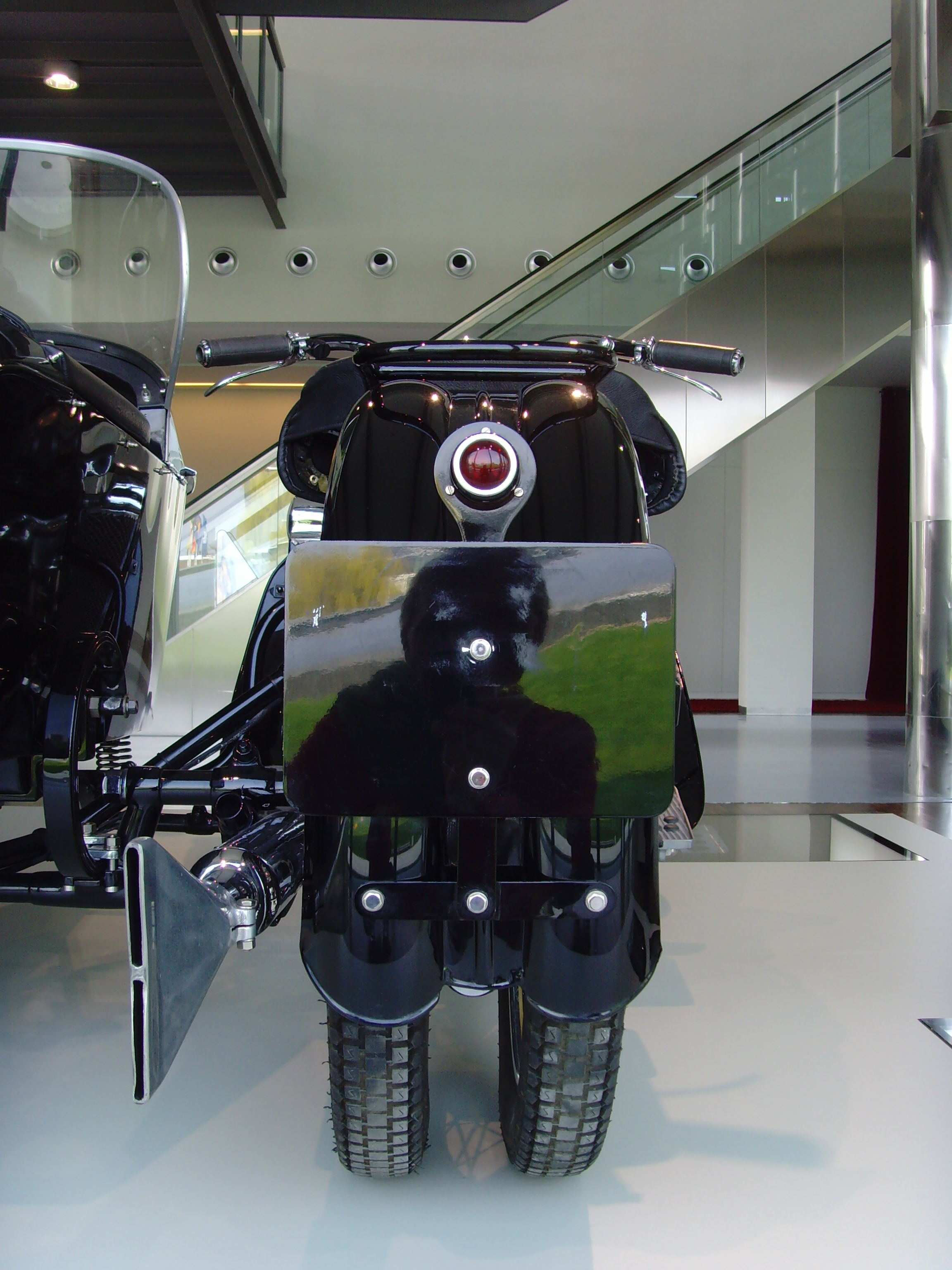
Brough Superior Austin Four

Авторами передбачалося, що цей мотоцикл буде виключно в парі з коляскою, проте знаходилися відірвані голови, які ще примудрялися не тільки їздити в соло-варіанті на цьому мотоциклі, але й брати участь у змаганнях. Але взагалі за 3 роки було побудовано всього 10 таких мотоциклів, оскільки ціна була просто захмарною для 2-колісної техніки.
Не дивлячись на те, що початок 30-х був затьмарений фінансовою кризою, продукція фірми стабільно користувалася попитом, за винятком 1932 року, коли було продано всього 58 мотоциклів, роком раніше було реалізовано 117 примірників, а на наступний рік — 110 мотоциклів.

## Початок виробництва автомобілів
Досягнувши вершин успіху на мотоциклетному терені, Джордж захотів зійти і на автомобільний небосхил. В останні місяці 1934 року він почав конструювати власну машину, рама була виготовлена самостійно, мотор купили у фірми Meadows, кузов сконструювала фірма Atcherley Coachbuilders з Бірмінгема. Проте собівартість шасі і покупного мотора виявилася занадто високою і ставила під сумнів доцільність проекту. У цей час цілком успішно йшов бізнес у фірми Railton з Кобхема, яка будувала свої машини на шасі Terraplane 8 (фірма Terraplane була бюджетною маркою американської фірми Hudson). А Railton з 8-циліндровим мотором був одним із найшвидших автомобілів у своєму класі, він набирав сотню за 8,8 с.
Тоді Бро зв'язується з фірмою Hudson і домовляється про постачання готових шасі (тобто з мотором, гальмами і т. д.) Terraplane Eight і його фірмі. У травні 1935 року був побудований новий автомобіль. Мотор, об'ємом 4.2 л, в Європі вважався старомодним, оскільки мав бічні клапани, в Європі фірми, що виробляли машини вищого класу, вже переходили на верхньоклапанні двигуни. Ця рядна вісімка розвивала 114 к.с. при 4000 об/хв, коробка передач була 3-ступінчастою, після невеликого доведення потужність мотора підняли до 125 сил.
Кузови «Дропхед Купе», які фірма назвала Dual Purpose, стала постачати фірма Atcherley з Бірмінгема, серед клієнтів якої був і Rolls-Royce, судячи з реклами, щоб підняти або опустити дах, потрібно було 5 секунд і всього одна людина. Незабаром в асортимент додали і седан, який за традицією називався Saloon.

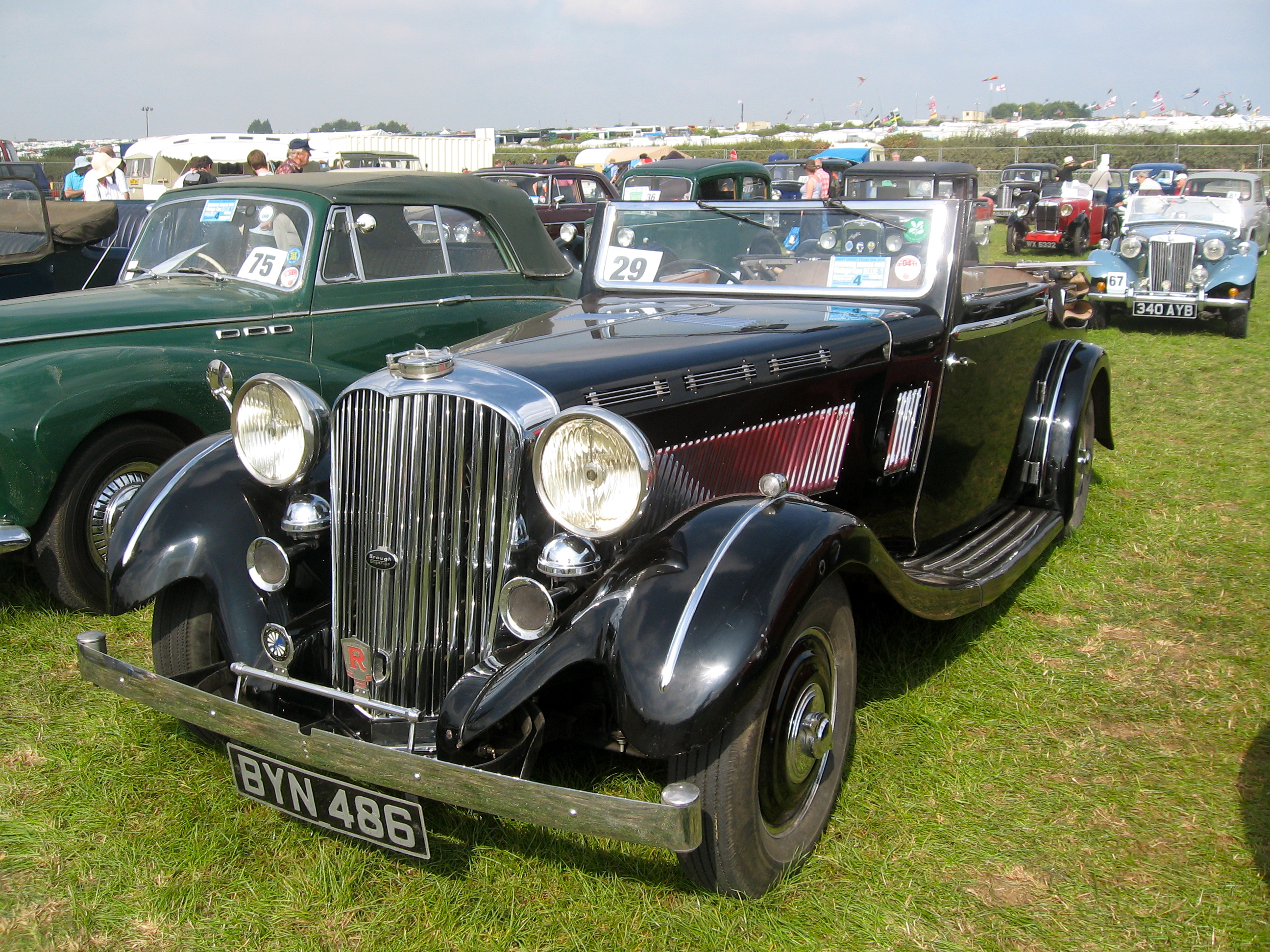
Brough Superior 4-Litre 28HP Dual Purpose

Однак Бро за старою традицією провів ревізію конструкції, так він замінив електросистему на 12-вольтову, прилади встановив від британських виробників, всі вмикачі/вимикачі були виготовлені самостійно, оптика також була британської фірми Lucas, серійно машина мала два хромованих гудки і вбудовані в шасі домкрати. Як любитель хрому, він попросив компаньйонів з Бірмінгема встановити на свої машини хромовані елементи декору, які можна побачити на капоті.

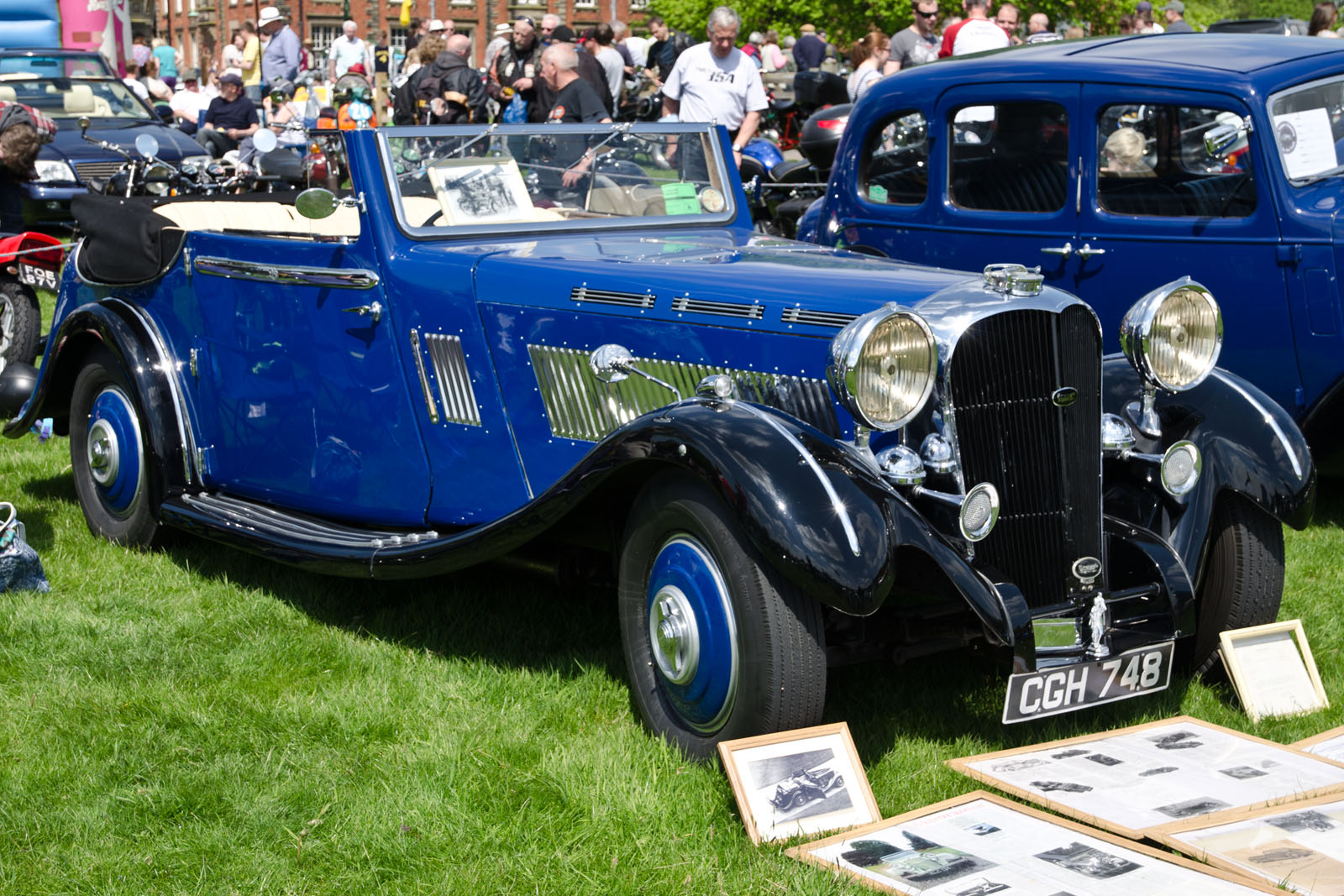
Brough Superior 4-Litre 28HP Dual Purpose

Кузов машини вийшов трохи важчим Railton, але міцнішим, по динаміці машина злегка поступалася конкурентам, набираючи швидкість до ста за 10 секунд, однак і цей результат багатьом тільки снився. Швидкість же під час тестів змогли розвинути в 152 км/год, хоча в каталогах значилося 145 км/год, що знову-таки ставило машину на один щабель з такими виробниками, як Alvis, Bentley або Lagonda.
Однак за 1935 рік фірма зуміла продати 25 автомобілів, прийшло нерадісна звістка з-за океану, справа в тому, що конкурент Бро — Ноель Маклін, господар фірми Railton, домігся ексклюзивної поставки 8-циліндрових моторів і шасі для своєї фірми. Бро не залишилося нічого іншого, як задовольнятися 6-циліндровими моторами і шасі більш молодшої моделі Terraplane.

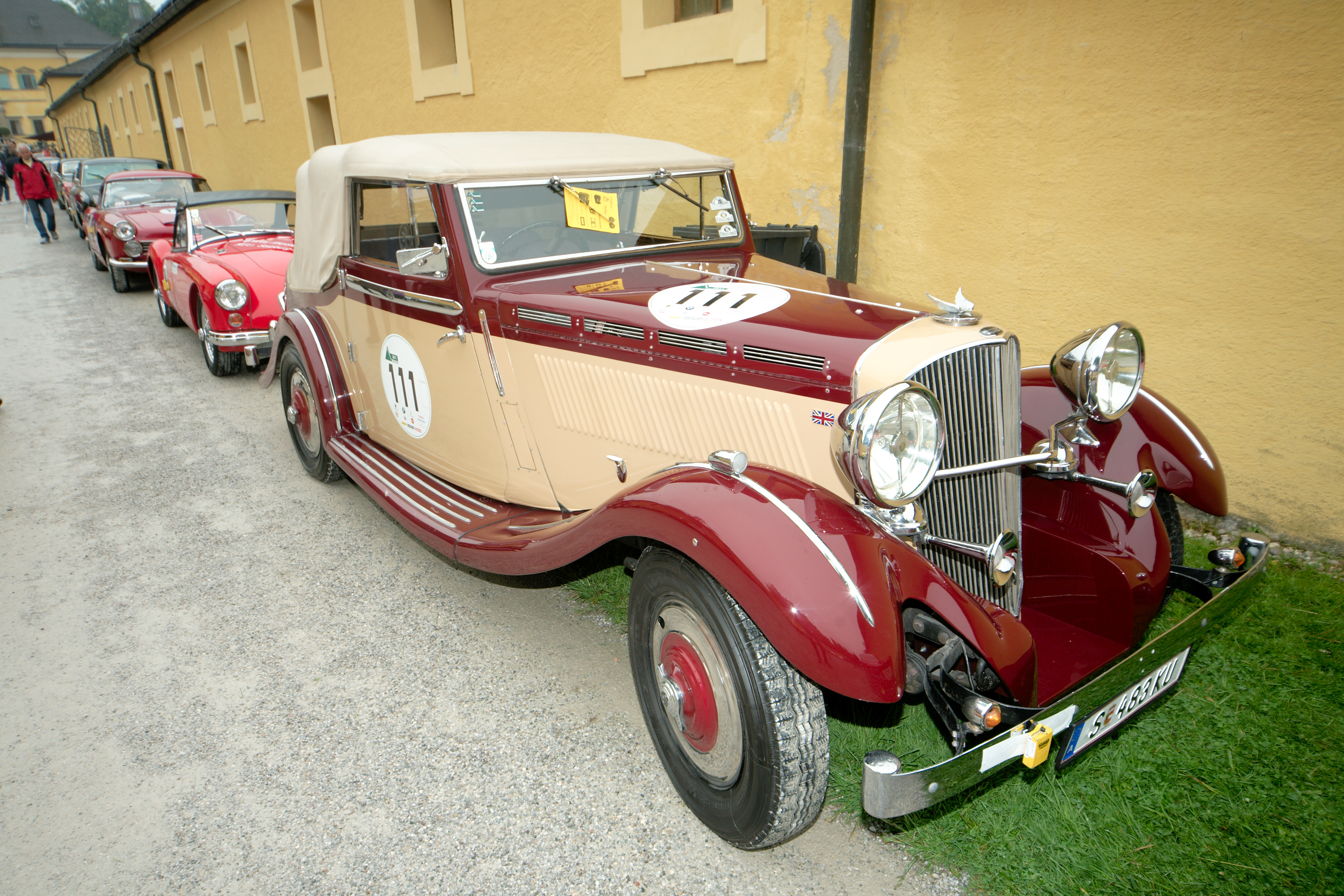
Brough Superior 3.5 Litre 22HP Dual Purpose

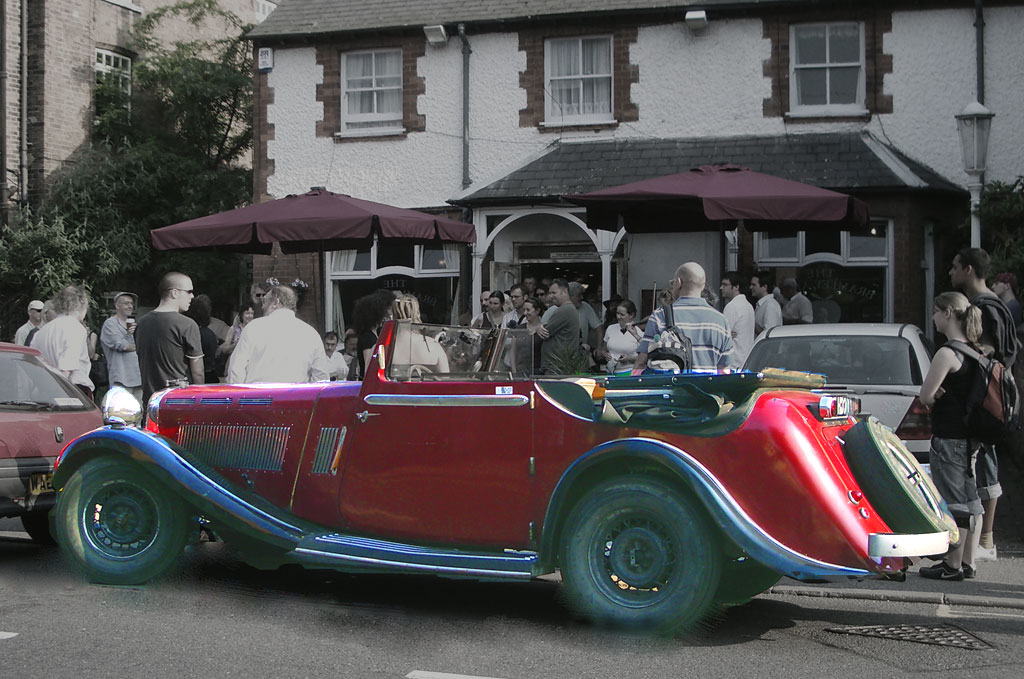
Brough Superior 3.5 Litre 22HP

3.5 л мотор цієї машини був всього не набагато слабшим 4.2 л версії, і розвивав 107 сил. Шасі було на 10 см коротшим, відповідно і легшим.

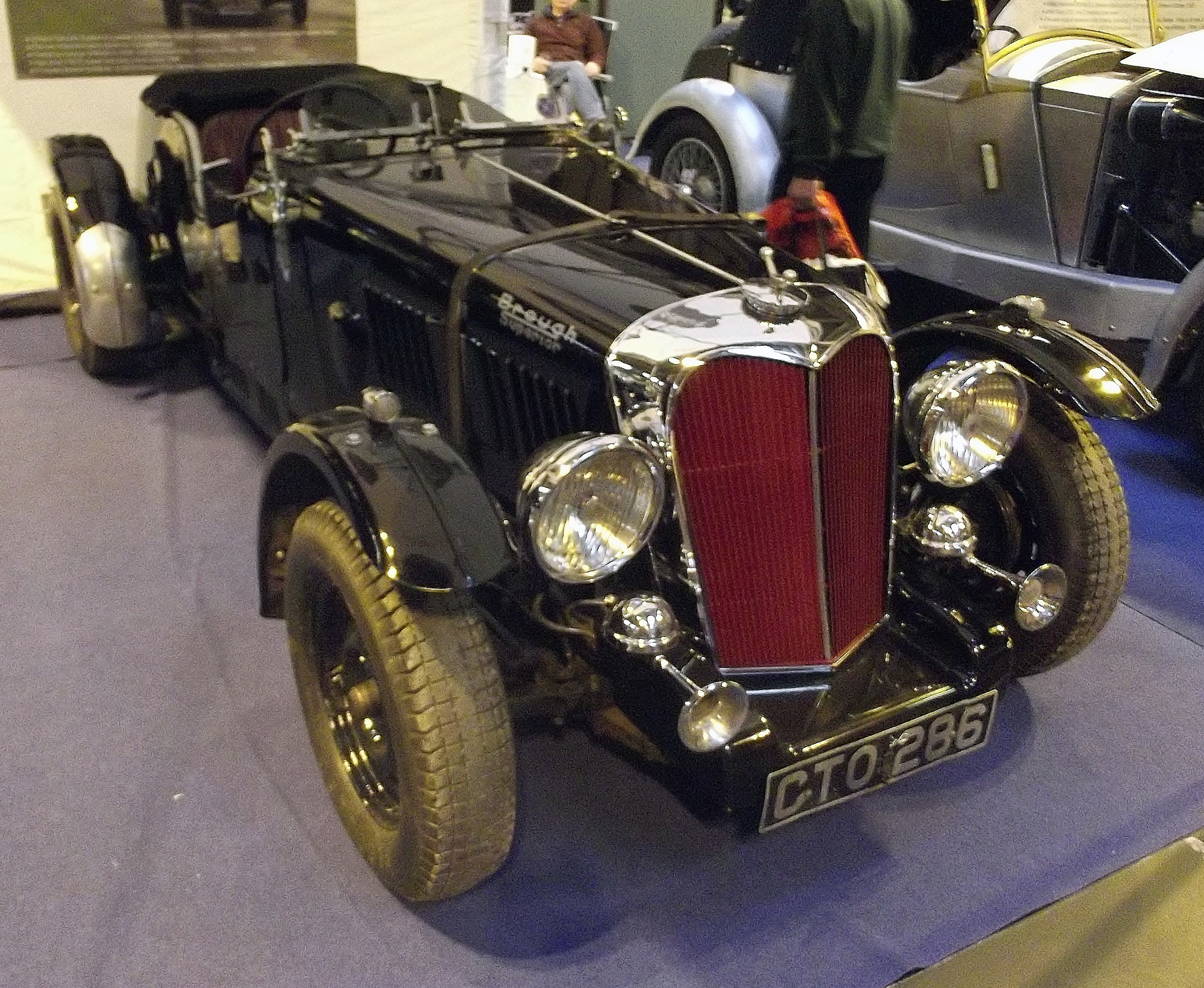
Brough Superior 3.5 Litre 22HP Alpine Grand Sport

Щоб скласти конкуренцію фірмі Railton, яка випустила свою надшвидку Light Sports, Бро готує полегшену спортивну версію 3.5 Litre Alpine Grand Sport, машина практично не мала обробки салону, а під капотом був той же 3.5 л мотор, але який оснастили компресором, за допомогою якого розвивалося 140 сил.
Незабаром такий же мотор стали пропонувати і зі звичайними кузовами Дропхед і Салун.
У 1937 році мотоцикли фірми ставлять рекорд світу: 273 км/год в одиночному варіанті і 220 км/год з коляскою.

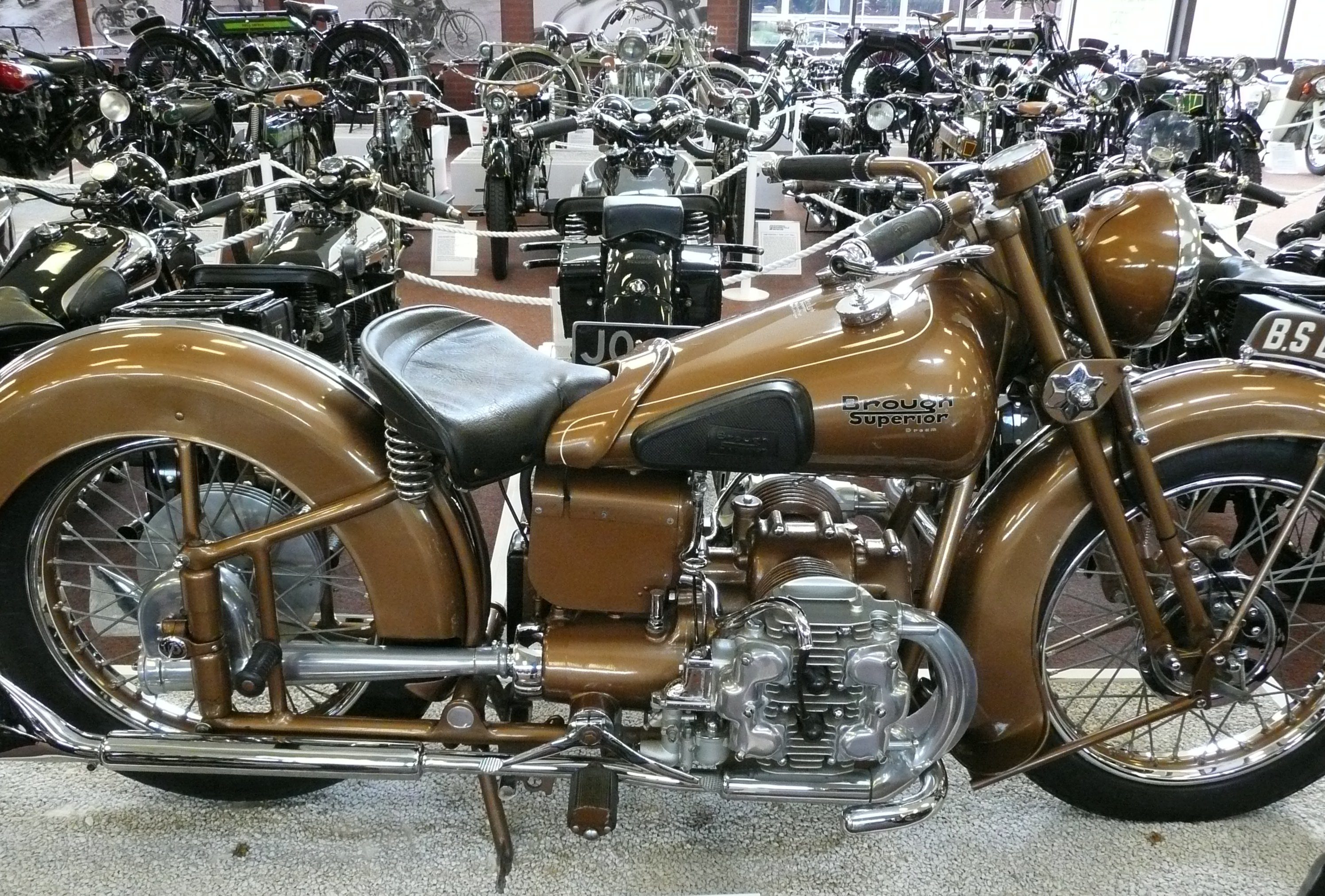
Brough Superior Golden Dream

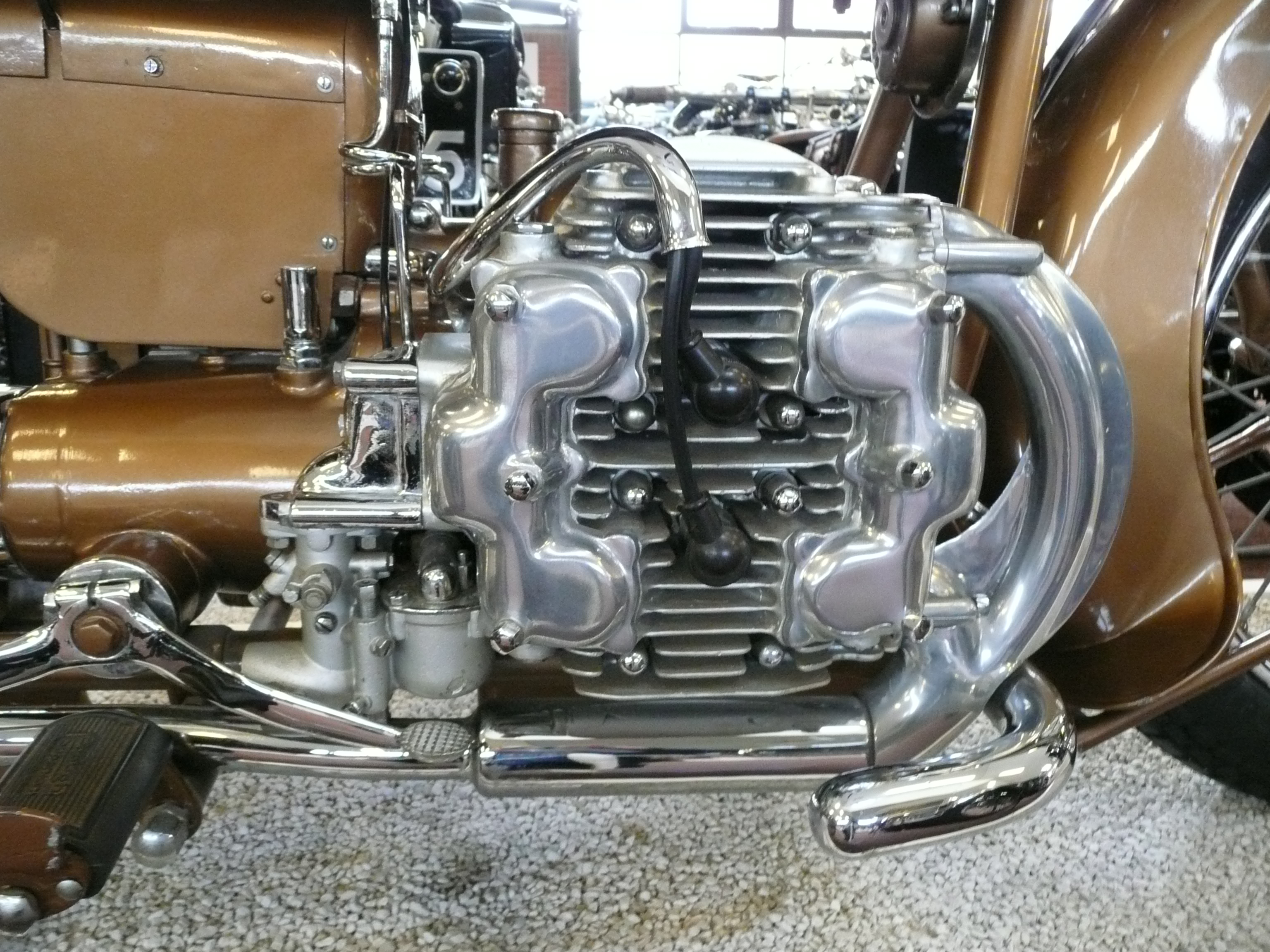
Н-подібний 1 л мотор Brough Superior Golden Dream

У 1938 році Бро будує свої топові творіння. Мотоцикл з 4-ма циліндрами, об'ємом 1 л і 4-ступінчастою коробкою передач, яку за кресленнями виготовляла фірма David Brown Ltd (той самий Девід Браун, який прибере до своїх рук Aston Martin). Мотоцикл забарвлювався в золотистий колір, по ньому і дали назву Golden Dream, всього за 2 роки було побудовано 5 таких мотоциклів.
Другим творінням Бро хотів утерти ніс своєму конкуренту Макліну. На шасі власної конструкції, яке оснащувалося мостами від Ford, був встановлений 12-циліндровий мотор від Lincoln Zephyr, об'ємом 4.4 л і потужністю 112 к.с., машина також отримала гідравлічні гальма «Гірлінг», кузов цього разу надала фірма Charlesworth Bodies з Ковентрі. Це був здоровенний седан, довжиною в 5.5 м, проте далі побудови одного зразка справа не пішла.

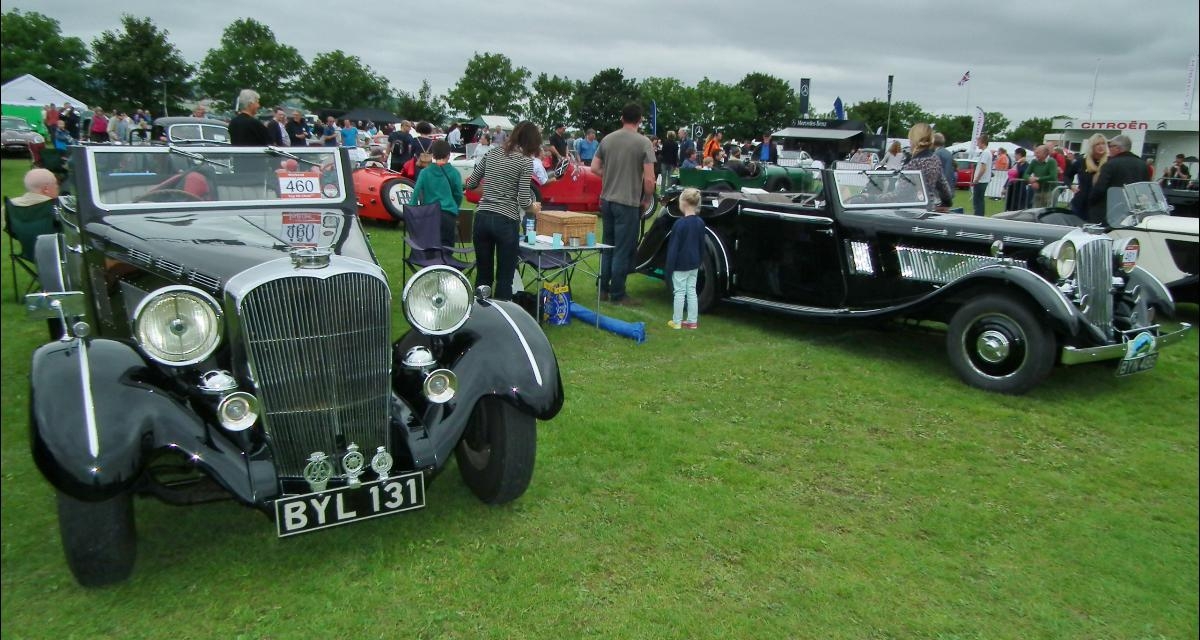
Два Brough Superior 4-Litre 28HP Dual Purpose

У 1939 році випустили останню легкову машину, мотоцикли протрималися у виробництві до 1940 року. У 1940 році підприємство Бро, як і багато інших, перейшло на випуск військової продукції, зокрема Brough виготовляв колінчаті вали для авіаційних моторів Rolls-Royce, які йшли на літаки Merlin. Після війни Джордж вирішив не відновлювати свій бізнес, за 21 рік своєї діяльності фірма зробила трохи більше 3000 мотоциклів і всього 86 автомобілів (25 — 4 Litre, 60 — 3,5 Litre і один — XII), сьогодні ціни на мотоцикли цієї марки доходять до півмільйона доларів США, а на більш рідкісні, типу Golden Dream, — ще більше.

## Список автомобілів Brough Superior
- 1935 — Brough Superior 4 Litre
- 1936 — Brough Superior 3.5 Litre
- 1938 — Brough Superior XII